# Grand Slam (cocktail)
Il Grand Slam è un cocktail alcolico a base di punch e vermut. Ha fatto parte della lista dei cocktail ufficialmente riconosciuti dall'IBA dal 1961 al 1986.

## Storia
Il drink venne inventato nel 1930 da Harry Craddock, barman dell'Hotel Savoy di Londra, in onore del famoso golfista Bobby Jones, vincitore dell'Open Championship del 1930, una delle maggiori competizioni golfistiche a livello mondiale. 
Craddock inserì la ricetta nel libro "The Savoy cocktail book", conferendogli così notorietà a livello mondiale. 

## Composizione
- 6 cl di punch svedese
- 3 cl di vermut rosso
- 3 cl di vermut dry[5]

## Preparazione
Il cocktail si prepara versando gli ingredienti in uno shaker con alcuni cubetti di ghiaccio. Agitare vigorosamente e filtrare con uno strainer in una coppetta da cocktail precedentemente raffreddata.